# Lolita Aniyar de Castro
Lola Rebeca Aniyar Sananes de Castro (Caracas, 8 de maio de 1937-Maracaibo, 7 de dezembro de 2015) foi uma política, advogada penalista e criminologista venezuelana.

## Biografia
Nascida numa família de comerciantes judeus marroquinos, desempenhou-se como professora do Instituto de Criminología da Universidade do Zulia na cátedra de criminología e durante mais de 15 anos foi directora dessa mesma instituição, que hoje leva seu nome. Especializada em Direito Penal pela Universidade de Roma e do Instituto de Criminología da Universidade Panthéon-Assas de Paris.
Foi professora de mestrado na Universidade do Zulia, na Universidade dos Andes, bem como em outras universidades de Argentina, Costa Rica e Brasil, entre outros países.
Foi eleita governadora do estado Zulia em fevereiro de 1994, depois da renúncia de seu predecessor, Oswaldo Álvarez Paz, com o que se converteu na primeira mulher venezuelana em ser eleita governadora de um estado federal.
Antes disso, já se tinha convertido na primeira mulher em ser eleita deputada para a antiga Assembleia Legislativa do Estado Zulia e a primeira senadora eleita ao antigo Congresso Nacional de Venezuela, representando ese estado e fazendo parte do partido de esquerda moderada Movimento Ao Socialismo.
Foi Delegada de Venezuela ante a UNESCO e Cónsul de Venezuela em Nova Orleans, Estados Unidos. Foi membro desde 2005, e a única latino-americana, do Comité de Estocolmo, o qual outorga o Prêmio Internacional de Criminología (chamado por alguns o  Nobel em Criminología).
Escreveu numerosos livros sobre a área penal e a administração de justiça em Venezuela, assim como foi fundadora em 1973 da revista Capítulo Criminológico, a publicação mais antiga de América Latina dedicada ao estudo da Criminología.

### Falecimento
Faleceu o 7 de dezembro de 2015, à idade de 78 anos em seu lar de Maracaibo, isto por causa de um infarto.